# 31
Năm 31 là một năm trong lịch Julius. 